# 欧比尼
欧比尼（法語：Aubigny，法語發音：[obiɲi] ⓘ）是法国卢瓦尔河地区大区旺代省的一个旧市镇，位于该省中部，属于永河畔拉罗什区。2016年1月1日，欧比尼和相邻的莱克卢佐合并为新市镇欧比尼-莱克卢佐（Aubigny-Les Clouzeaux），欧比尼为政府驻地。

## 地理
欧比尼（46°35'48"N, 1°27'14"W）面积25.79 平方千米，位于法国卢瓦尔河地区大区旺代省，该省份为法国西部沿海省份，北起大西洋卢瓦尔省和曼恩-卢瓦尔省，西临大西洋，南至滨海夏朗德省，东部及东南部与德塞夫勒省接壤。
与欧比尼接壤的市镇（或旧市镇、城区）包括：莱克卢佐、永河畔拉罗什、内米、拉布瓦西耶尔-德朗德、尼约勒勒多朗。

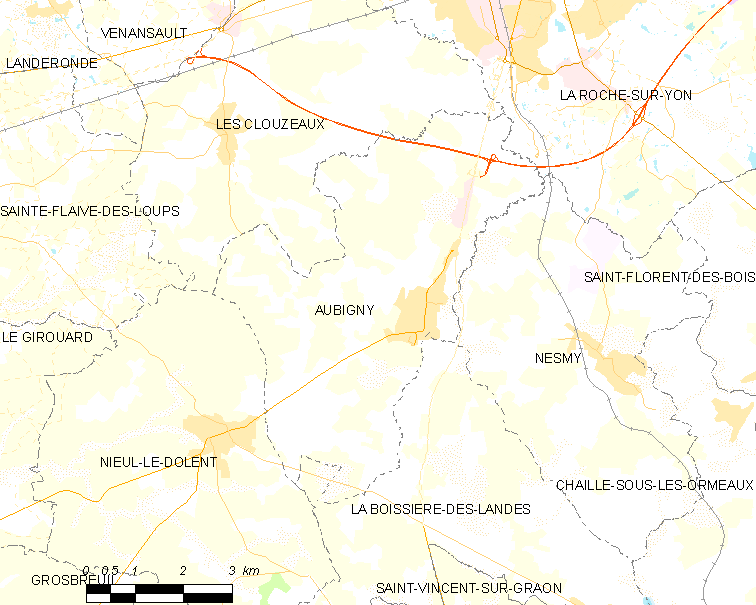
欧比尼的OSM定位图

欧比尼的时区为UTC+01:00、UTC+02:00（夏令时）。

## 行政
欧比尼的邮政编码为85430，INSEE市镇编码为85008。

## 政治
欧比尼所属的省级选区为永河畔拉罗什第二县。

## 人口

1962-2008年间欧比尼人口变化图示

欧比尼于2018年1月1日时的人口数量为3881人。